# Alfredo Pacheco
Alfredo Pacheco   (Santa Ana, 1 de desembre de 1982 - Santa Ana, 27 de desembre de 2015) fou un futbolista salvadorenc de la dècada de 2000.
Fou 86 cops internacional amb la selecció del Salvador. Pel que fa a clubs, destacà a FAS.
L'any 2013 fou sancionat per participar en la manipulació de partits. El 27 de desembre de 2015 va morir assassinat.